# 俱利摩
俱利摩（意为“龟”），印度教大神毗湿奴十大化身中的第二个化身。这一化身见于搅乳海的神话。诸天神和众阿修罗为取得长生不老药甘露共搅乳海。大蛇婆苏吉自愿作绳索，曼陀罗山当作搅棒，毗湿奴化身为龟，驮住这个搅棒。俱利摩之像常为半人半龟。

## 图库

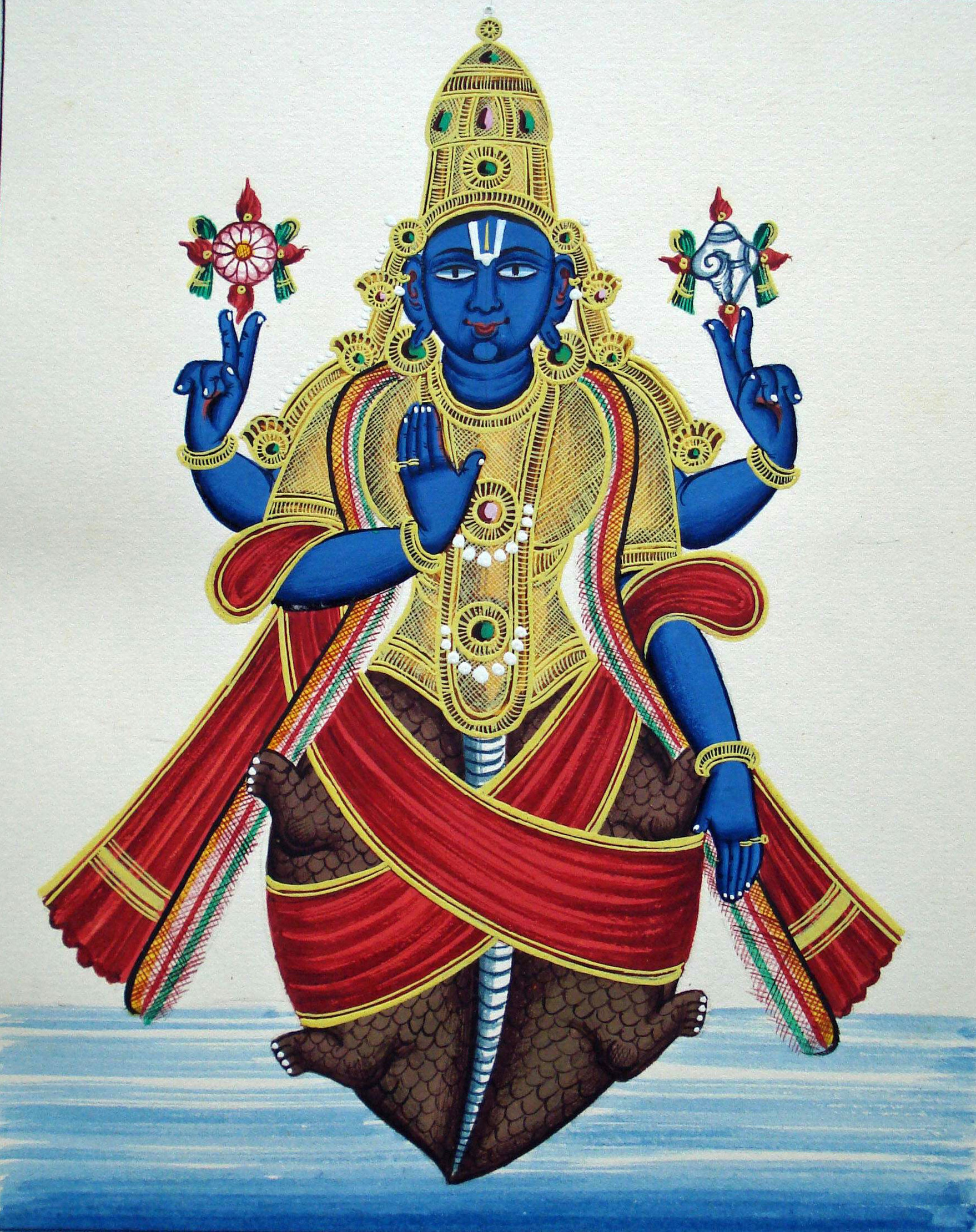
毗湿奴的龟化身
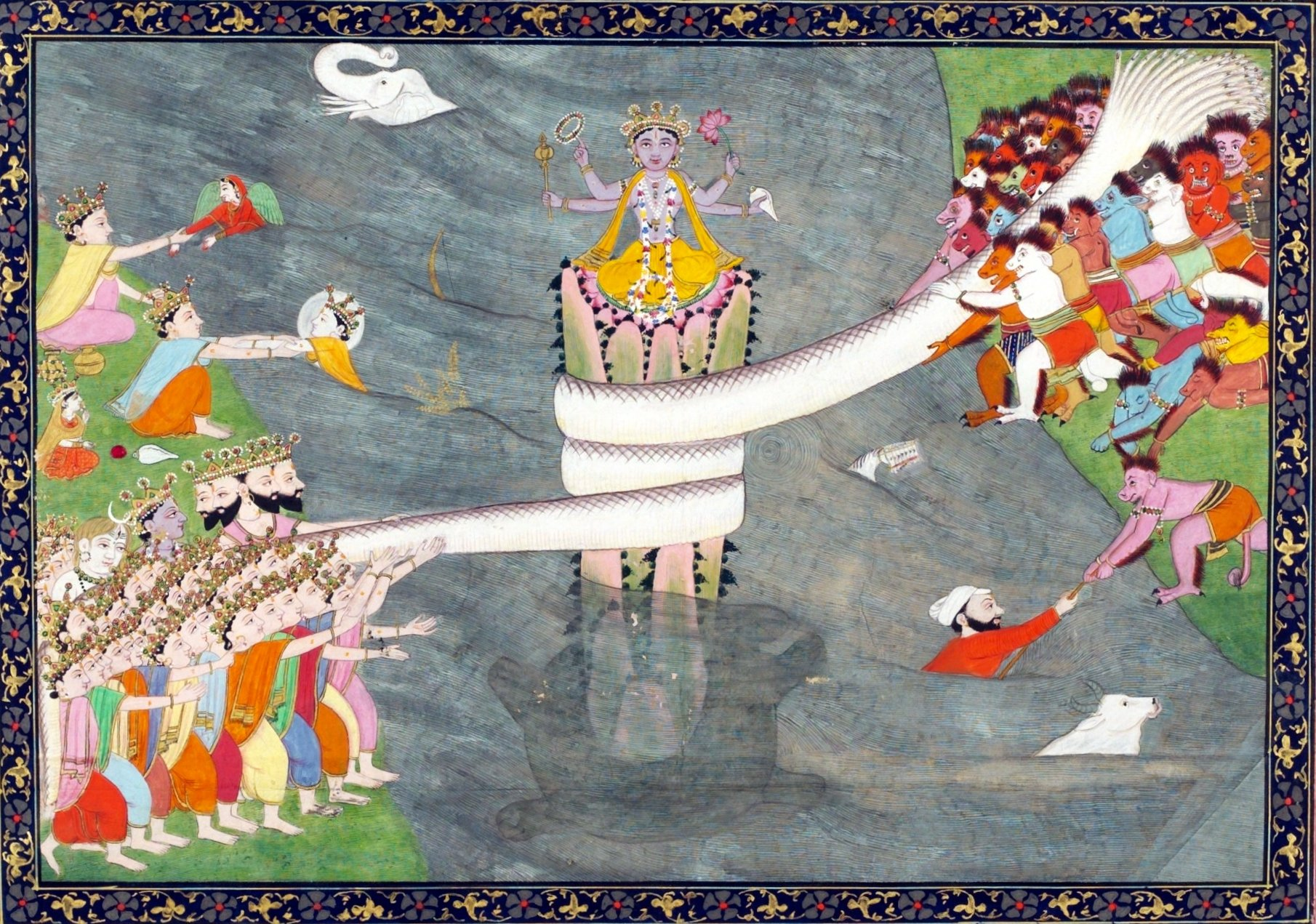
大蛇婆苏吉缠绕曼陀罗山当作搅棒，搅动乳海，毗湿奴化身为龟，驮住这个搅棒。约1870年。